# Ludwig Heinrich Röchling (Politiker, 1839)
Ludwig Heinrich Röchling (* 27. August 1839 in St. Johann; † 5. Oktober 1901 ebenda) war ein deutscher Gutsbesitzer und Politiker.

## Leben
Röchling war der Sohn des gleichnamigen Großkaufmanns Ludwig Heinrich Röchling (* 8. Februar 1796 in St. Johann; † 19. November 1870 ebenda) und dessen Ehefrau Juliane Wilhelmine Ida geborene Braun (* 16. Juni 1808 in St. Johann; † 6. Dezember 1894 ebenda). Er war evangelisch und blieb unverheiratet.
Röchling lebte als Gutsbesitzer in St. Johann. Seinen Militärdienst leistete er 1858 als Einjährig-Freiwilliger. 1900 wurde er mit dem Roter Adlerorden 4. Klasse ausgezeichnet.
Röchling war von 1875 bis zu seinem Tod 1901 Kreistagsmitglied, von 1875 bis 1888 Zweiter und ab 1888 Erster Kreisdeputierter. Von 1888 bis zu seinem Tode war er auch Mitglied des Kreisausschusses. Von 1879 bis zu seinem Tod 1901 war er Abgeordneter im Provinziallandtag der Rheinprovinz. Er war ab 1866 Mitglied der Saarbrückener Casinogesellschaft.